# Saint-Nazaire-de-Ladarez
Saint-Nazaire-de-Ladarez é uma comuna francesa na região administrativa de Occitânia, no departamento de Hérault. Estende-se por uma área de 28,27 km². Em 2010 a comuna tinha 342 habitantes (densidade: 12,1 hab./km²).